# Раменки (Московская область)
Ра́менки — село в муниципальном округе Егорьевск Московской области России .

## География
Село Раменки расположено в юго-западной части муниципального округа Егорьевск, примерно в 22 километрах к югу от города Егорьевска. В 400 метрах к западу от села протекает река Раменка. Высота над уровнем моря 136 метров.

## Название
В писцовых книгах XVI века упоминается сельцо Десятниково в Раменской волости Коломенского уезда, в XVIII веке сельцо превратилось в село Десятниково, Раменки тож. К XX веку за селом закрепилось название Раменки.
Название Десятниково связано с некалендарным личным именем Десятник. Современное наименование происходит от термина раменье — «участок леса, расчищенный под пашню».

## История
До отмены крепостного права часть крестьян села принадлежала помещику Никитину, другая часть относилась к разряду государственных крестьян. После 1861 года село вошло в состав Раменской волости Егорьевского уезда. В селе находилось волостное правление, устраивались ярмарки 20 июля и 8 сентября.
В 1926 году село входило в Раменский сельсовет Раменской волости Егорьевского уезда.
До 1994 года Раменки входили в состав Раменского сельсовета Егорьевского района, а в 1994—2006 годы — Раменского сельского округа.
Входит в состав сельского поселения Раменское.

## Демография
В 1885 году в селе проживало 255 человек, в 1905 году — 243 человека (115 мужчин, 128 женщин), а в усадьбе церковного причта 69 человек (32 мужчины и 37 женщин), в 1926 году — 299 человек (142 мужчины, 157 женщин). По переписи 2002 года — 1152 человека (535 мужчин, 617 женщин). Население — 1508 человек (2010).
| 1859  | 1868 | 1885 | 1905 | 1926 | 2002  | 2006  |
| ----- | ---- | ---- | ---- | ---- | ----- | ----- |
| 182   | ↘177 | ↗255 | ↗312 | ↘299 | ↗1152 | ↗1225 |
| 2010  |      |      |      |      |       |       |
| ↗1508 |      |      |      |      |       |       |